# Aivars Vovers
Aivars Vovers (ur. 31 grudnia 1958 w Agłonie, b. okr. Preiļi) – łotewski dyplomata, w latach 1998–2002 ambasador Łotwy w Polsce i Bułgarii, od 2002 do 2008 ambasador w Armenii, ambasador w Turcji (2009–2012).
.

## Życiorys
Odbył zasadniczą służbę wojskową. Absolwent Wydziału Stosunków Międzynarodowych Moskiewskiego Państwowego Instytutu Stosunków Międzynarodowych – MGIMO (ros. Московский государственный институт международных отношений) (1980-1986). Pracował w Ministerstwie Spraw Zagranicznych ZSRR (1986-1991). Od 1991 zatrudniony w MSZ Łotwy – w charakterze referenta, głównego specjalisty, dyr. Dyrekcji Informacji, Planowania i Analiz MSZ, rzecznika prasowego (1994), ambasadora ds. specjalnych poruczeń, i z-cy sekretarza stanu. Stał na czele delegacji prowadzącej rokowania graniczne pomiędzy Łotwą i ZSRR. W 1997 został mianowany ambasadorem Łotwy w Polsce. Urzędowanie rozpoczął w styczniu 1998. W listopadzie 1998 złożył listy uwierzytelniające prezydentowi Stojanowowi zostając nierezydującym ambasadorem w Bułgarii. W maju 2002 zakończył swą misję dyplomatyczną w Polsce. W tym samym roku rozpoczął misję ambasadorską w Armenii. Ambasadorem przestał być w 2008. W 2008 uzyskał nominację z rąk prezydenta Zatlersa na ambasadora w Ankarze. Urząd objął w styczniu 2009. Sprawował funkcję do 2012.
W 2002 został odznaczony Krzyżem Komandorskim Orderu Zasługi Rzeczypospolitej Polskiej.